# Преподобни Сава Вишерски
Преподобни Сава Вишерски је православни монах и светитељ, оснивач Савино-Вишерског манастира, познат по свом подвигу - животу на стубу. Канонизован је 1549. године од стране Руске православне цркве у лику преподобног.
Сава је рођен у граду Кашину у Тверској кнежевини. Као млад се замонашио у неком од Тверских манастира. Монаси Савинске пустиње, где се он убрзо настанио, изузетно су га уважавали због његовог подвижничког живота. Због тога су га изабрали за свог игумана. Бежечи од славе и чувења који, преподобни Сава отпутовао је на Свету Гору.
Након три године вратио се у Велики Новгород, и живео тамо као непознати богомољни поклоник. Након тога населио се поред реке Вишере где је начинио малу колибу, и проводио пустињски живот. Пошто су га и тамо пронашли и препознали, преподобни Сава се склонио одатле и настанио на још усамљенијем месту близу реке Соснице. Касније се вратио н аместо где му је била првобитна келије поред реке Вишере и тамо саградио манастир, који је окупио бројно монашко братство. Већи део живота провео је подвизавајући се на стубу - столпу.
Умро је 1. октобра 1460. године.
Православна црква прославља преподобног Саву 1. октобра по Јулијанском календару.